# 야식남녀
《야식남녀》는 2020년 5월 25일부터 2020년 6월 30일까지 방송된 JTBC 월화 드라마이다.

## 기획 의도
야식 힐링 요리사 진성, 열혈 피디 아진, 잘 나가는 디자이너 태완의 알고 보니 경로 이탈 삼각 로맨스.

## 등장인물

### 주요 인물
- 정일우: 박진성 역 - 심야식당 ‘Bistro’를 운영하는 야식 힐링 요리사
- 강지영: 김아진 역 - 계약직 조연출의 반란, 방송 프로그램 <야식남녀> PD
- 이학주: 강태완 역 - 겉은 까칠하지만 속은 따뜻한 반전 매력의 천재 디자이너, 게이

### CK 방송국 사람들
- 양대혁: 남규장 역 - CK의 공채 PD
- 김수진: 차주희 역 - CK 예능국 본부장
- 김승수: 이상영 역 - CK의 공채 PD, 공식 예능국 비둘기
- 박성준: 노재수 역 - 이름값 하는 CK 예능국의 조연출
- 공민정: 유성은 역 - 프리랜서 방송 작가
- 신우겸: 강민수 역 - CK의 에이스 PD
- 송훈: 카메라 감독 역

### 그 외 인물
- 최재현: 박진우 역 (아역: 송민재) - 진성의 동생, 모델 지망생
- 오만석: 박형수 역 - 진성과 진우의 아버지
- 김현주: 방송국 PD 역
- 미상: 강이주 역 - 비스트로의 건물주
- 김예은: 수애 역 - 진성의 전 여친

### 특별 출연
- 장현성: 강인식 역 - 태완의 아버지
- 김정영: 진성과 진우의 어머니 역 (3회)

## 촬영지
- 동서울대학교
- 더 하우스 1932

## 시청률
최저 시청률과 최고 시청률은 시청률 조사회사와 지역별로 시청률에 차이가 있을 수 있습니다.
| 2020년      | 2020년      | 2020년         | 2020년       |
| 회차        | 방송일      | AGB 시청률     | AGB 시청률   |
| 회차        | 방송일      | 대한민국(전국) | 수도권(서울) |
| ----------- | ----------- | -------------- | ------------ |
| 1회         | 5월 25일    | 1.531%         | -            |
| 2회         | 5월 26일    | 1.092%         | -            |
| 3회         | 6월 1일     | 0.988%         | -            |
| 4회         | 6월 2일     | 1.013%         | -            |
| 5회         | 6월 8일     | 0.769%         | -            |
| 6회         | 6월 9일     | 0.578%         | -            |
| 7회         | 6월 15일    | 0.618%         | -            |
| 8회         | 6월 16일    | 0.570%         | -            |
| 9회         | 6월 22일    | 0.625%         | -            |
| 10회        | 6월 23일    | 0.510%         | -            |
| 11회        | 6월 29일    | 0.564%         | -            |
| 12회        | 6월 30일    | 0.444%         | -            |
| 평균 시청률 | 평균 시청률 | 0.775%         | '            |

## OST
다음은 오리지널 사운드트랙(OST) 싱글 앨범에 포함된 곡들이며, 정렬기준은 출시 순입니다.
- Part.1 이진아 - Love With You (2020.5.25 발매)
- Part.2 더 베인 - Superhero (2020.5.26 발매)
- Part.3 정인 - 반짝 (2020.6.1 발매)
- Part.4 정대현 - All Things Will Pass (2020.6.8 발매)
- Part.5 GOTCHA ! - 삶은 요리 (2020.6.15 발매)
- Part.6 소보 - This is My First Life (2020.6.22 발매)

## 동시간대 드라마
- SBS 월화 미니시리즈

《굿캐스팅》 (2020년 4월 27일 ~ 2020년 6월 16일)
- KBS 월화 미니시리즈

《본 어게인》 (2020년 4월 20일 ~ 2020년 6월 9일)
- MBC 월화 미니시리즈

《저녁 같이 드실래요?》 (2020년 5월 25일 ~ 2020년 7월 14일)
- tvN 월화드라마

《(아는 건 별로 없지만) 가족입니다》 (2020년 6월 1일 ~ 2020년 7월 21일)